# Región geográfica inmediata de Criciúma
La región geográfica inmediata de Criciúma es una de las 24 regiones inmediatas del estado brasileño de Santa Catarina, una de las tres regiones inmediatas de la región geográfica intermedia de Criciúma y una de las 509 regiones inmediatas de Brasil, creadas por el IBGE en 2017. Está compuesta de 13 municipios.

## Municipios
| Región geográfica inmediata | Código | Municipios       |
| --------------------------- | ------ | ---------------- |
| Criciúma                    | 420002 | Balneário Rincão |
| Criciúma                    | 420002 | Cocal do Sul     |
| Criciúma                    | 420002 | Criciúma         |
| Criciúma                    | 420002 | Forquilhinha     |
| Criciúma                    | 420002 | Içara            |
| Criciúma                    | 420002 | Lauro Müller     |
| Criciúma                    | 420002 | Morro da Fumaça  |
| Criciúma                    | 420002 | Morro Grande     |
| Criciúma                    | 420002 | Nova Veneza      |
| Criciúma                    | 420002 | Orleans          |
| Criciúma                    | 420002 | Siderópolis      |
| Criciúma                    | 420002 | Treviso          |
| Criciúma                    | 420002 | Urussanga        |